# Kirche Siemensstraße

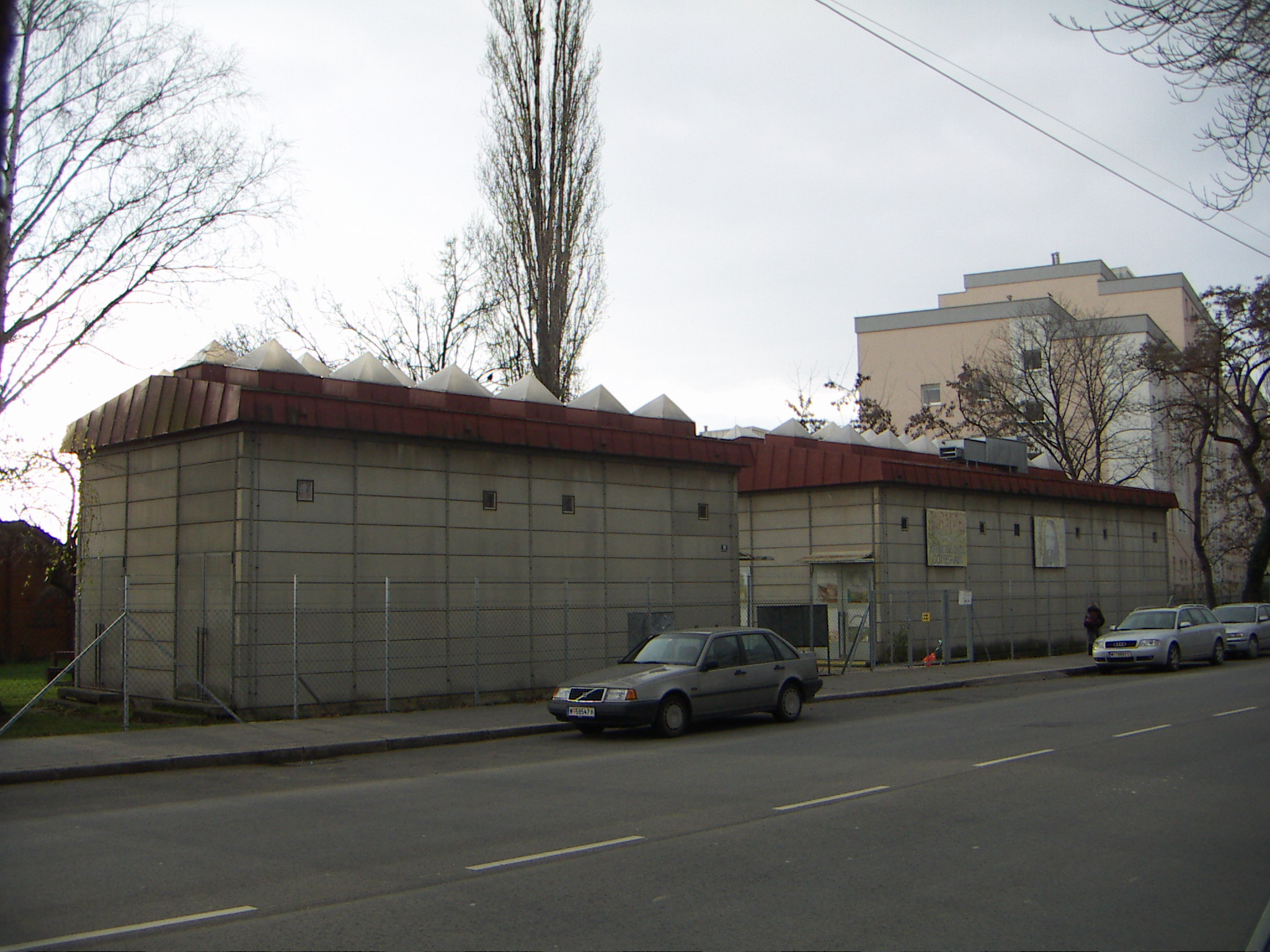
Pfarrsaal (links), Kirche (rechts)

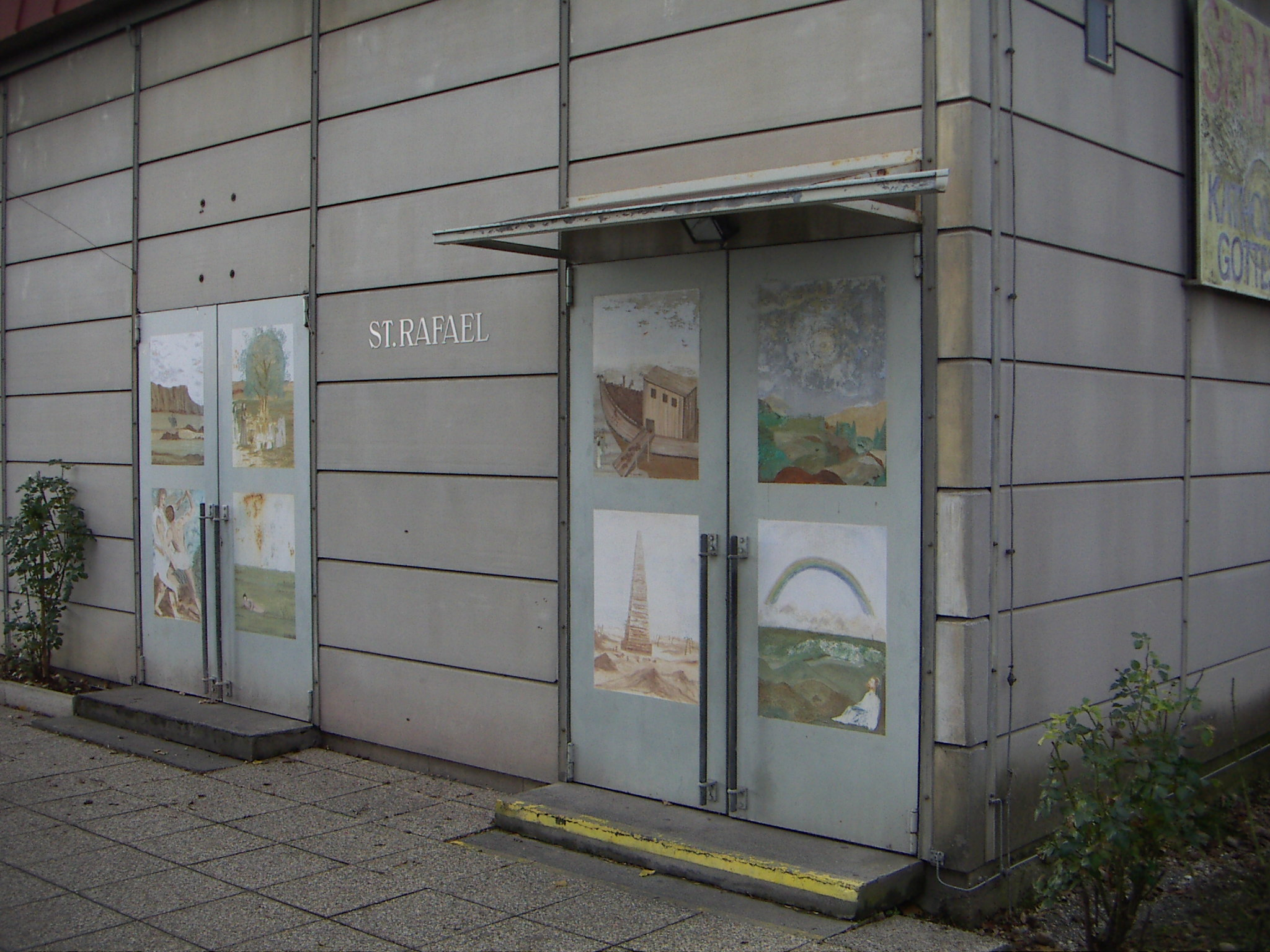
Eingangsbereich der ehemaligen röm.-kath. Kirche (2008)

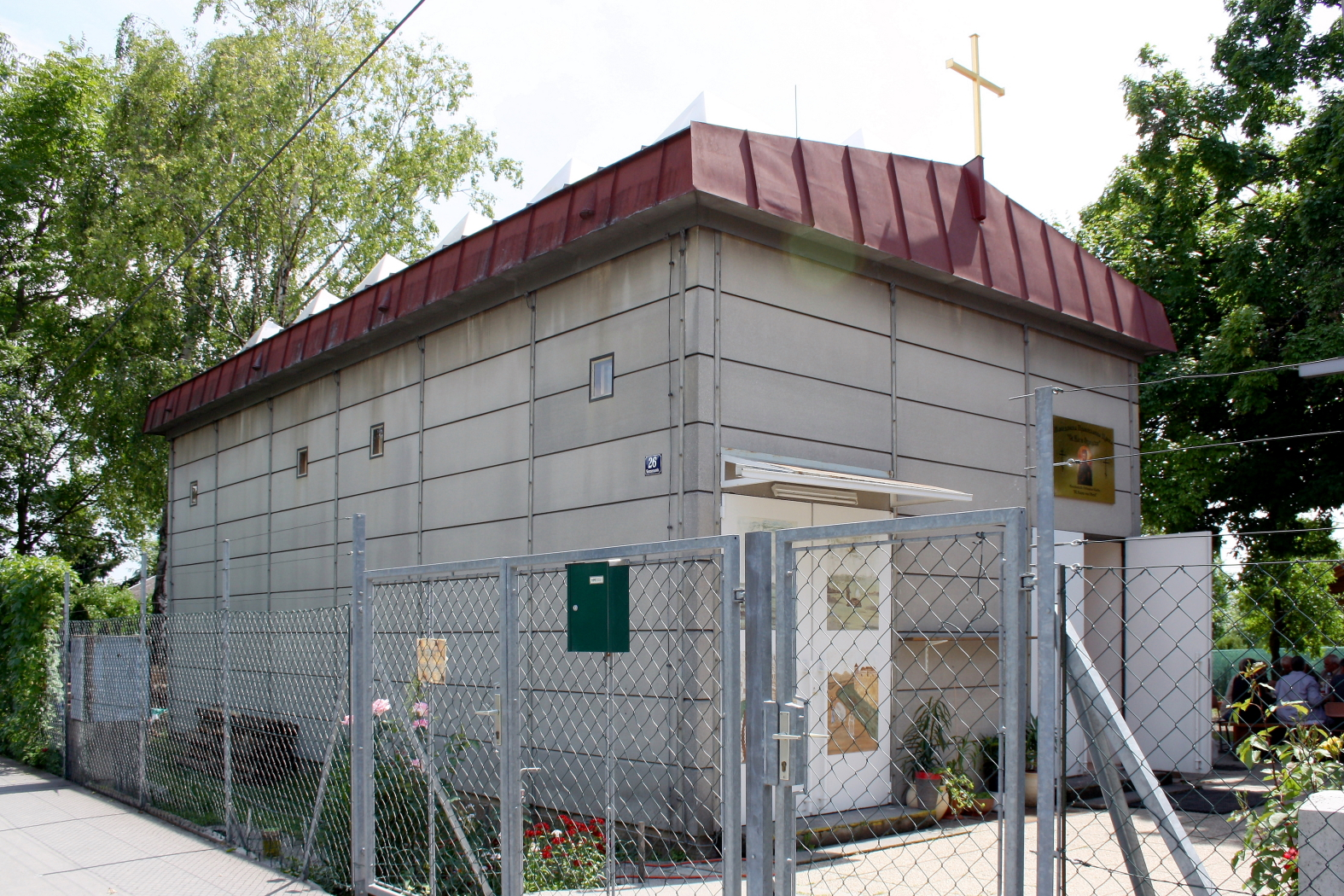
Außenansicht des linken Gebäudes

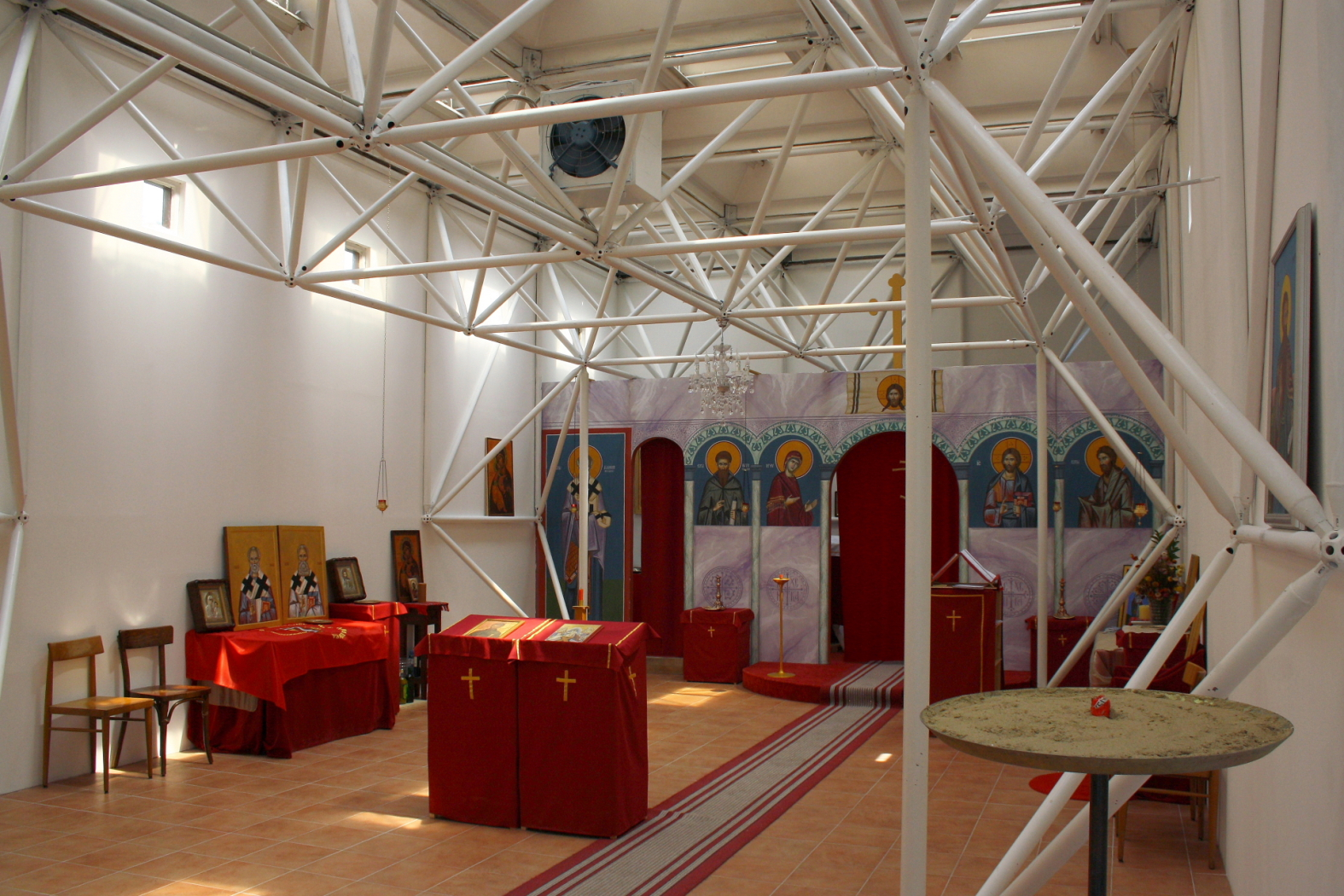
Innenansicht des linken Gebäudes

Die Seelsorgestation St. Rafael ist eine ehemalige römisch-katholische Kirche im 21. Wiener Gemeindebezirk Floridsdorf Sie wird heute von der mazedonisch-orthodoxen Kirche genutzt, als solche ist sie dem heiligen Naum von Ochrid geweiht. Sie stammt vom Architekten Ottokar Uhl, seinem Mitarbeiter Jörg Klinger und gehörte zur Pfarre Groß-Jedlersdorf. Uhl wurde für den Entwurf dieser Kirche mit dem Österreichischen Staatspreis für Architektur ausgezeichnet.

## Geschichte
Rege Wohnbautätigkeit im Pfarrgebiet der Pfarrkirche Großjedlersdorf machte den Neubau einer weiteren Kirche im Bereich der Siemensstraße notwendig. Da aber die weitere Stadtentwicklung nicht abgeschätzt werden konnte, wurde 1962 bei Architekt Ottokar Uhl die Planung einer demontierbaren Interimskirche in Auftrag gegeben, die ab 1963 in der Siemensstraße 26 realisiert und am 14. Juni 1964 geweiht wurde.
Nachdem 1980 beim Gemeindebau Franz-Koch-Hof die Seelsorgestation St. Michael in der Jedlersdorfer Straße 99 entstanden war, und 1982 beim Marco-Polo-Platz die Pfarrkirche St. Markus als Teil des Heinz-Nittel-Hofes errichtet worden war, wurde die Seelsorgestation St. Rafael als pfarrliche Filialkirche geschlossen. Sie wurde mit 4. August 2009 profaniert und war danach kein römisch-katholisches Gotteshaus mehr. In der Folge fehlte der Mut, das Gebäude tatsächlich zu demontieren. Der Bau wurde im Rahmen der kategorialen Seelsorge von Couples for Christ – Ehepaare für Christus genutzt. Um 2009 wurde der Komplex verkauft und wird seitdem als Gemeindezentrum der mazedonisch-orthodoxen Kirche genutzt.

## Seelsorgestation
Uhl verwirklichte beide Baukörper mit dem Mero-System, ein Tragwerk aus verschraubten verzinkten Stahlrohrstäben, das aus einem Grundmodul von 2 m × 2 m besteht, wobei der größere Kubus mit 18 m × 12 m m die für 270 Personen ausgelegte Kirche bildet, während der kleinere Kubus den Pfarrsaal mit den Sanitären Einrichtungen beherbergt. Sowohl der Fußboden als auch die an die Konstruktion angelehnten Wände bestehen aus gerasterten Leichtbetonplatten von 0,5 m × 2 m. Die Belichtung beider Gebäude erfolgt ausschließlich über das Dach, das aus pyramidenförmigen Plexiglaskuppeln gebildet ist.
Der nüchterne Bau spiegelt sich in einer einfachen beweglichen Einrichtung aus unbehandeltem Nadelholz. Die Bestuhlung erfolgte U-förmig zum Altar gemäß den Überlegungen des Zweiten Vaticanums. Der Altar ist aus Holz mit integrierter Stufe vorne und hinten gefertigt. Die Altarwand wird allein durch ein Kreuz in Ikonenart von Ernst Fuchs betont.